# L’italiana in Algeri
L’italiana in Algeri (Die Italienerin in Algier) ist eine Opera buffa (Originalbezeichnung: „dramma giocoso per musica“) von Gioachino Rossini in zwei Akten mit einem Libretto von Angelo Anelli. Die Uraufführung erfolgte am 22. Mai 1813 im Teatro San Benedetto in Venedig.

## Handlung
Die Oper spielt in Algier um 1810. Mustafà, der Bey von Algier, ist seiner Frau Elvira überdrüssig. Um sie loszuwerden, will er sie mit seinem italienischen Sklaven Lindoro verheiraten. Sein Vertrauter Haly soll ihm als Ersatz eine temperamentvolle Italienerin zuführen. Lindoro hatte sich vor seiner Gefangennahme in Isabella verliebt und weicht dem Angebot Mustafàs aus. Isabella hat sich inzwischen mit Taddeo auf die Suche nach Lindoro gemacht. Ihr Schiff strandete jedoch vor der Küste Algeriens. Haly ergreift die Gelegenheit, den Wunsch seines Herrn zu erfüllen. Taddeo gelingt es, bei Isabella zu bleiben, weil er sich als ihr Onkel ausgibt. Um Elvira loszuwerden, verspricht Mustafà Lindoro, ihn nach Italien ausreisen zu lassen, wenn er Elvira zur Frau nimmt. Isabella trifft am Hof des Beys ein, der sofort von ihr hingerissen ist. Lindoro kommt mit Elvira hinzu, um Abschied zu nehmen. Lindoro und Isabella erkennen einander sofort. Geistesgegenwärtig fordert Isabella Mustafà auf, Elvira als Frau zu behalten und Lindoro ihr zu überlassen, wenn er auf ihre Gunst Wert lege.
Im zweiten Akt ist Mustafà Isabella vollkommen verfallen. Die liebt immer noch Lindoro, der sie leicht davon überzeugen kann, dass er ihr immer noch treu ist. Sie beschließen zu fliehen. Um Isabella für sich einzunehmen, ernennt Mustafà ihren „Onkel“ Taddeo zum „Kaimakan“ (Stellvertreter). Mustafà, Taddeo und Lindoro beobachten Isabella, die sich für ihren „Liebsten“ schön machen will, heimlich bei der Toilette. Mustafà schickt Lindoro zu Isabella, um sie zu holen, und instruiert Taddeo, ihn mit Isabella allein zu lassen, sobald er niest. Aus dem Tête-à-Tête wird jedoch nichts, weil Taddeo sich weigert zu gehen und Isabella auch Elvira hinzubittet.
Isabella verspricht Mustafà, ihn zum „Pappataci“ („Vielfraß“) zu ernennen. Das sei nicht schwer, ein Pappataci habe nichts weiter zu tun, als zu essen, zu trinken und zu schlafen. Er muss schwören, bei der Aufnahmezeremonie ein reiches Mahl zu verzehren und dabei auf nichts zu achten, was um ihn herum geschieht. Das nutzen Isabella, Lindoro und die übrigen Italiener zur Flucht. Zu spät erkennt Mustafà den Schwindel und fügt sich in sein Schicksal.

### Erster Akt

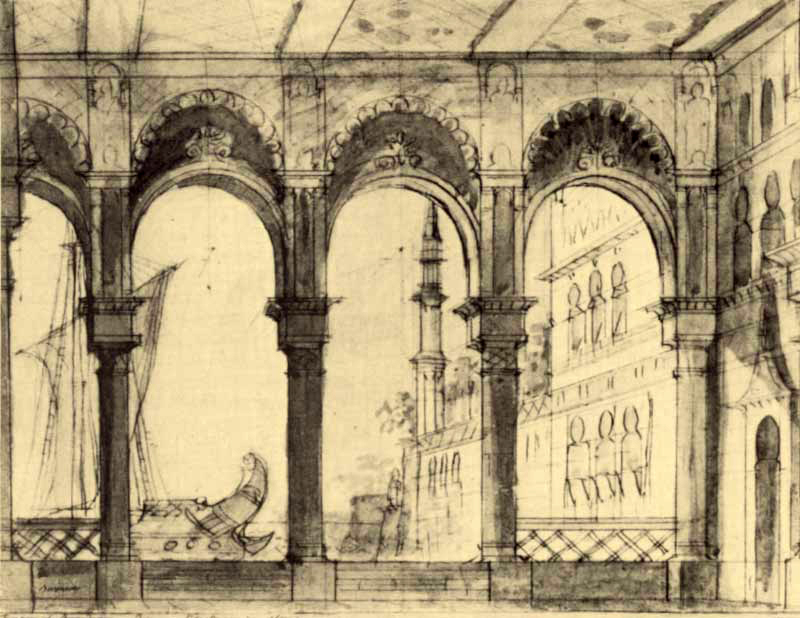
Szenenbild von Francesco Bagnara für eine Aufführung in Venedig (1826)

Kleiner Saal bei den Zimmern des Beys und denen seiner Frau; in der Mitte ein Diwan
Szene 1. Während der Chor der Harems-Eunuchen das Schicksal der zum Dienen geborenen Frauen besingt, beklagt sich Elvira bei ihrer Vertrauten Zulma darüber, dass ihr Gatte Mustafà, der Bey von Algier, ihrer überdrüssig sei (Introduktion: „Serenate il mesto ciglio“). Mustafà selbst kommt hinzu und bekräftigt seinen Entschluss, sich von ihr zu trennen (Andantino: „Delle donne l’arroganza“). Zulma und die Eunuchen bemühen sich vergeblich, Elvira zu trösten. Mustafà schickt alle fort.
Szene 2. Mustafà teilt seinem Vertrauten Haly mit, dass er Elvira mit seinem italienischen Lieblingssklaven Lindoro verheiraten wolle. Haly soll ihm als Ersatz eine temperamentvolle Italienerin suchen. Beide gehen.
Szene 3. Lindoro sehnt sich nach Isabella, in die er sich vor seiner Gefangennahme verliebt hatte (Cavatine: „Languir per una bella“). Er weicht daher dem Angebot Mustafàs aus. Als aber Mustafà ihm versichert, dass seine Zukünftige in jeder Hinsicht seinen Vorlieben entspreche, fallen ihm keine Einwände mehr ein (Duett: „Se inclinassi a prender moglie“).
Meeresufer. In der Ferne ein an einem Felsen gekentertes und vom Sturm entmastetes Schiff; an Bord verzweifelte Menschen
Szene 4. Zwei Gruppen Korsaren – eine am Ufer unter ihrem Hauptmann Haly und eine andere, die gerade anlandet – freuen sich über die reiche Beute an Schätzen und Sklaven, die sie auf dem Schiff gemacht haben (Chor: „Quanta roba! quanti schiavi!“). Eine der Gefangenen ist Isabella, die sich mit ihrem Verehrer Taddeo auf der Suche nach Lindoro befand und nun während des Piratenchores ihr Schicksal beklagt (Cavatine: „Cruda sorte“). Sie lässt sich jedoch nicht entmutigen und nimmt sich vor, ihre weiblichen Reize einzusetzen, um sich aus der Lage zu befreien. Der ängstliche Taddeo wird unterdessen von den Piraten verfolgt und festgenommen. Da bemerkt Haly Isabella, die sich als Taddeos Nichte ausgibt und deshalb nicht von ihm getrennt werden darf. Haly ist begeistert: Die Italienerin ist genau die Richtige für Mustafà. Er entfernt sich mit einigen der Korsaren.
Szene 5. Taddeo hat längst bemerkt, dass der wahre Grund für ihre Reise die Suche nach Isabellas Geliebtem ist. Er ist eifersüchtig und will nicht länger nur ihren Gesellschafter spielen. Nun fürchtet er, ihr auch noch in den Harem folgen zu müssen. Isabella wird ungeduldig, kann aber auf seinen Beistand auch nicht verzichten. Nach einem kurzen Wortgefecht versöhnen sie sich wieder und beschließen, sich weiterhin als Onkel und Nichte auszugeben (Duett: „Ai capricci della sorte“). Die Zukunft soll es richten.
Kleiner Saal, wie in der ersten Szene
Szene 6. Zulma wundert sich darüber, dass Lindoro und Elvira kein Interesse aneinander zeigen. Der Bey wolle sie als Mann und Frau sehen, und seinem Beschluss müsse Folge geleistet werden.
Szene 7. Mustafà hat erfahren, dass ein venezianisches Schiff in Kürze die Anker lichten werde. Er verspricht Lindoro die Freiheit und Gold, sofern er Elvira mitnehme. Er solle gleich zum Kapitän gehen, um seine Passage zu sichern. Lindoro macht sich auf den Weg.
Szene 8. Mustafà versichert Elvira, dass es ihr in Italien gut gehen werde. Da bringt Haly schon die Nachricht, dass sich eine der schönsten Italienerinnen in ihren Händen befinde. Mustafà lässt zu ihrem Empfang umgehend das ganze Serail zusammenrufen. Elvira soll nun sofort zusammen mit Zulma abreisen, damit er sich um seine neue Geliebte kümmern kann (Arie: „Già d’insolito ardore nel petto“). Er geht mit Haly und seinem Gefolge ab.
Szene 9. Zu Zulmas Verwunderung gesteht Elvira, dass sie Mustafà trotz allem noch liebt. Sie würde ihn zu gerne noch einmal sehen. Lindoro rät ihr, wie er selbst frohen Mutes abzureisen. Da sie jung, reich und schön sei, werde sie in Italien genug Liebhaber finden. Alle drei gehen.
Prächtiger Saal; rechts ein Diwan des Beys; im Hintergrund ein Balkon, auf dem die Haremsdamen zu sehen sind
Szene 10. Während der Chor der Haremswächter im Hintergrund die Frauenkenntnis Mustafàs besingt (Anfang des Finale I: „Viva, viva il flagel delle donne“), meldet Haly, dass die schöne Italienerin auf sein Zeichen warte. Mustafà lässt sie eintreten.
Szene 11. Als Isabella den Saal betritt, ist Mustafà sofort begeistert von ihrer Schönheit. Isabella spielt mit (Duett: „Ohi! che muso, che figura!“). Obwohl sie insgeheim die Hässlichkeit des Beys kommentiert, schmeichelt sie ihm und bittet ihn um Trost in ihrem Unglück. Sie ist sich sicher, ihn um den Finger wickeln zu können, und tatsächlich glüht Mustafà bereits vor Verlangen.
Szene 12. Taddeo drängt sich an Haly vorbei ins Zimmer und unterbricht die Szene mit dem Hinweis darauf, dass er Isabellas Onkel sei. Mustafà will ihn für diese Respektlosigkeit sofort aufspießen lassen, lässt sich aber schnell von Isabella besänftigen.
Szene 13. Lindoro, Elvira und Zulma kommen hinzu, um Abschied zu nehmen. Isabella und Lindoro erkennen einander wieder. Ihre Gefühle bleiben auch den anderen nicht verborgen. Isabella fordert eine Erklärung von Mustafà und nennt ihn einen hartherzigen Tyrannen. Er könne nur dann ihre Gunst behalten, wenn er Elvira als Gattin behalte und den Sklaven Lindoro ihr selbst überlasse. Allgemeine Verwirrung macht sich breit (Septett: „Confusa e stupida“). Wie im Rausch vermeinen alle laute Geräusche zu hören. Bei den Frauen sind es Glocken („din, din“), bei Mustafà Kanonendonner („bum, bum“), bei Taddeo Krähenschreie („kra, kra“) und bei Lindoro und Haly Hammer („tac, tac“).

### Zweiter Akt
Kleiner Saal, wie im ersten Akt
Szene 1. Der Chor der Haremswächter, Elvira, Zulma und Haly lassen sich darüber aus, dass Mustafà Isabella inzwischen vollkommen verfallen ist (Introduktion: „Uno stupido, uno stolto“). Zulma aber ist zuversichtlich, dass sich für Elvira noch alles zum Guten wenden werde.
Szene 2. Mustafà erscheint, um seinen Freunden mitzuteilen, dass er in einer halben Stunde mit der Italienerin Kaffee trinken wolle. Elvira und Zulma sollen Isabella darauf vorbereiten.
Szene 3. Isabella liebt Lindoro noch immer, befürchtet aber, dass er nun Elvira heiraten werde. Lindoro kann sie leicht vom Gegenteil überzeugen. Sie beschließen zu fliehen. Nachdem Isabella gegangen ist, drückt Lindoro seine Freude darüber aus, die Geliebte wiedergefunden und zufriedengestellt zu haben (Cavatine: „Oh come il cor di giubilo“). Auch er entfernt sich.
Szene 4. Mustafà freut sich auf das Treffen mit der Italienerin. Taddeo, der sich von Haly verfolgt fühlt, tritt ein und bittet um Gnade. Mustafà beruhigt ihn. Er habe nichts zu befürchten. Um das Wohlwollen seiner Nichte zu gewinnen, habe er ihn gerade zum „Kaimakan“, seinem Stellvertreter, ernannt. Haly kommt mit den Eunuchen und zwei Mohren herein, die Taddeo einen Turban, ein türkisches Gewand und einen Säbel bringen. Die Eunuchen preisen den neuen Kaimakan (Chor: „Viva il grande kaimakan“). Taddeo hält sich für ungeeignet für dieses Amt, da er nicht einmal lesen könne (Arie: „Ho un gran peso sulla testa“). Mustafà versichert ihm, dass er das nicht brauche. Seine Aufgabe sei es lediglich, sich bei seiner Nichte für ihn einzusetzen. Taddeo nimmt die Position an und bedankt sich. Aber insgeheim fühlt er sich nicht wohl dabei.
Prächtiges ebenerdiges Gemach mit einer hübschen Loggia im Hintergrund, die auf das Meer zeigt; rechts Zugänge zu verschiedenen Zimmern
Szene 5. Vor einem großen Spiegel legt Isabella mit Elviras und Zulmas Hilfe ein türkisches Gewand für ihr Treffen mit Mustafà an. Sie ruft ihren neuen „Sklaven“ Lindoro und befiehlt ihm, Kaffee für drei Personen zu bringen. Elvira erinnert sie daran, dass der Bey beim Kaffee mit ihr allein sein wolle. Zudem beklagt sie sich über seine zunehmende Gleichgültigkeit ihr gegenüber. Isabella schlägt vor, dass sich die beiden Frauen ins Nebenzimmer zurückziehen, um das Treffen zu beobachten und zu lernen, wie man mit dem Bey umgehen müsse. Unterstützt von ihren Sklaven, vervollständigt Isabella nun ihre Garderobe. Dabei erklärt sie in einer Arie, dass sie sich für ihren Liebsten schön mache (Cavatine: „Per lui che adoro“). Mustafà, Taddeo und Lindoro beobachten sie heimlich und kommentieren bewundernd ihre Schönheit. Nach Abschluss der Vorbereitungen ziehen sich Isabella und die Sklaven zurück.
Szene 6. Mustafà schickt Lindoro zu Isabella, um sie zu holen, und instruiert Taddeo, ihn mit Isabella allein zu lassen, sobald er niese. Lindoro berichtet, dass Isabella gleich kommen werde. Kurz darauf erscheint sie bereits. Mustafà stellt ihr ihren „Onkel“ als frischgebackenen Kaimakan vor. Aus seinem geplanten Tête-à-Tête wird nun allerdings ein Quintett, da Lindoro und Taddeo sich trotz Mustafàs wiederholtem Niesen weigern zu gehen und außerdem Elvira auftaucht, die Isabella im Namen Mustafàs hereinbittet (Quintett: „Ti presento di mia man“). Mustafà fühlt sich verhöhnt und schwört Rache. Die anderen flehen ihn an, seine Gattin nicht zurückzustoßen. Niemand weiß mehr, wie er sich aus dieser verworrenen Lage befreien kann.
Kleiner Saal, wie in der ersten Szene des zweiten Akts
Szene 7. Haly kommentiert belustigt die Lage des Beys, in die dieser sich selbst gebracht hat. In der folgenden Arie besingt er die Schläue der italienischen Frauen (Arie: „Le femmine d’Italia“). Er geht.
Szene 8. Taddeo und Lindoro hoffen, Isabella dem Bey entziehen zu können. Taddeo offenbart dem vermeintlichen italienischen Sklaven, dass er nicht ihr Onkel, sondern ihr Geliebter sei. Er habe nun auch keine Sorge mehr, dass sie noch in ihren früheren Geliebten, einen gewissen Lindoro, verliebt sei. Amüsiert wünscht ihm Lindoro viel Glück.
Szene 9. Mustafà kommt hinzu, um sich bei den beiden über Isabellas Verhalten zu beklagen. Sie versichern ihm, dass Isabella ihn glühend liebe. Lindoro ergänzt, dass sie deshalb sogar beabsichtige, ihn zu ihrem „Pappataci“ („Vielfraß“) zu ernennen. Im folgenden Terzett erklären Lindoro und Taddeo ihm die Bedeutung dieses ehrenvollen Amts: Es sei jemand, der den Frauen sämtliche Wünsche erfülle. Er habe dabei nichts weiter zu tun als zu essen, zu trinken und zu schlafen (Terzett: „Pappataci! che mai sento!“). Mustafà ist begeistert. Alle gehen.
Szene 10. Zulma erklärt Haly, dass Elvira Isabella vertraue. Deren Bestreben sei es, Mustafà von seiner Torheit zu heilen und wieder mit seiner Gattin zu versöhnen.
Prächtiges Gemach wie in der fünften Szene
Szene 11. Taddeo und Lindoro hoffen, dass es Isabella gelingt, alle Italiener freizubekommen. Sie hat dazu ein Fest vorbereitet, zu dem einige von ihnen als Pappataci verkleidet kommen sollen. Die übrigen werden sich rechtzeitig auf das Schiff begeben. Isabella erscheint mit den italienischen Sklaven, bereit, die Flucht nötigenfalls mit Waffengewalt zu erzwingen (Chor: „Pronti abbiamo e ferri e mani“ – Rondò: „Pensa alla patria“). Die Italiener erklären sich bereit, ihr zu folgen. Alle verlassen den Raum.
Szene 12. Taddeo ist immer noch überzeugt davon, dass Isabella ihn liebt. Auf Mustafàs Nachfrage teilt er ihm mit, dass sie das Fest für seine Ernennung zum Pappataci vorbereite.
Szene 13. Lindoro erscheint mit dem Chor der Pappataci. Die Feier beginnt (Finale II: „Dei pappataci s’avanza il coro“). Lindoro und Taddeo können ihr Lachen kaum zurückhalten, als Mustafà um Aufnahme in den Bund der Pappataci bittet. Diese helfen ihm dabei, seinen Turban durch eine Perücke auszutauschen und das Pappataci-Gewand anzulegen.
Szene 14. Isabella lässt Mustafà schwören, die Statuten der Pappataci zu befolgen. Taddeo liest vor, und Mustafà wiederholt jede Zeile: Er muss zusehen, ohne zu sehen, zuhören, ohne zu hören, essen und genießen und dabei auf nichts achten, was um ihn herum geschieht oder gesprochen wird. Wenn er seinen Schwur brechen sollte, muss er seinen Bart rasieren. Isabella lässt einen kleinen Tisch mit Essen und Flaschen herbeibringen und bittet Kaimakan und Pappataci, Platz zu nehmen. Die beiden sollen nun essen, trinken und schweigen. Die anderen Pappataci ziehen sich zurück, um die Flucht vorzubereiten. Es folgt die erste Prüfung Mustafàs: Er muss schweigend zusehen, wie Isabella und Lindoro einander Liebesgeständnisse machen. Das gelingt ihm nicht. Taddeo weist ihn zurecht.
Szene 15. Ein mit europäischen Matrosen und Sklaven besetztes Schiff nähert sich der Loggia unter dem fröhlichen Gesang des Chores. Isabella und Lindoro machen sich bereit zur Flucht. Dabei erwähnt Isabella den Namen „Lindoro“. Hierdurch aufgeschreckt, kann Taddeo den Mund nicht halten und wird von Mustafà an das Schweigegebot erinnert. Lindoro und Isabella drängen Taddeo zur Eile.
Szene 16. Elvira, Zulma und die Haremswächter erscheinen und weisen Mustafà auf die Lage hin, die dieser immer noch nicht begriffen hat. Zu spät erkennt er den Schwindel. Da die Wachen vom Wein betäubt sind, bleibt ihm nicht anderes übrig, als sich in das Schicksal zu fügen. Er will nichts mehr von Italienerinnen wissen und bittet Elvira um Vergebung. Die Zurückgebliebenen wünschen den Abreisenden eine gute Heimfahrt.

## Gestaltung

### Instrumentation
Die Orchesterbesetzung der Oper verwendet die folgenden Instrumente:
- Holzbläser: zwei Flöten / zwei Piccoloflöten, zwei Oboen, zwei Klarinetten, Fagott
- Blechbläser: zwei Hörner, zwei Trompeten
- Große Trommel, Banda turca, Catuba
- Streicher
- Basso continuo

### Musiknummern
Der Klavierauszug der kritischen Ausgabe von Azio Corghi enthält die folgenden Musiknummern (Szenenangaben nach dem Libretto):
- Ouvertüre

Erster Akt
- Nr. 1. Introduktion (Elvira, Zulma, Haly, Mustafa, Chor): „Serenate il mesto ciglio“ – „Heitert auf eure düsteren Blicke“ (Szene 1)
  - Rezitativ (Elvira, Zulma, Haly, Mustafa): „Ritiratevi tutti“ – „Packt euch, ich will allein sein“ (Szenen 1–2)
- Nr. 2. Kavatine (Lindoro): „Languir per una bella“ – „Nach einer Schönen sehnen“ (Szene 3)
  - Rezitativ (Lindoro, Mustafa): „Ah, quando fia“ – „Wird mir vergönnt sein“ (Szene 3)
- Nr. 3. Duett (Lindoro, Mustafa): „Se inclinassi a prender moglie“ – „Eine Frau nach meinem Sinne“ (Szene 3)
- Nr. 4. Chor (Chor, Haly): „Quanta roba!“ – „Reiche Beute“ (Szene 4)
  - Kavatine (Isabella, Chor): „Cruda sorte!“ – „Ach, mein Schicksal“ (Szene 4)
  - Rezitativ (Isabella, Haly, Taddeo): „Già ci siam“ – „Ja, so geht’s“ (Szenen 4–5)
- Nr. 5. Duett (Isabella, Taddeo): „Ai capricci della sorte“ – „Alle Launen meines Schicksals“ (Szene 5)
  - Rezitativ (Elvira, Zulma, Lindoro, Haly, Mustafa): „E ricusar potresti“ – „Wie kann man nur verschmähen“ (Szenen 6–8)
- Nr. 6. Arie (Mustafa): „Già d’insolito ardore“ – „Schon durchströmt meine Adern“ (Szene 8)
  - Rezitativ (Elvira, Zulma, Lindoro): „Vi dico il ver“ – „Erklärt mir doch“ (Szene 9)
- Nr. 7. Finale I (Elvira, Zulma, Isabella, Lindoro, Haly, Taddeo, Mustafa, Chor): „Viva, viva il flagel delle donne“ – „Zeig den Weibern im Harem die Peitsche“ (Szenen 10–13)

Zweiter Akt
- Nr. 8. Introduktion (Elvira, Zulma, Haly, Chor): „Uno stupido, uno stolto“ – „Einen aufgeblasnen Narren“ (Szene 1)
  - Rezitativ (Elvira, Zulma, Isabella, Lindoro, Haly, Mustafa): „Haly, che te ne par?“ – „Haly, was meinst denn du?“ (Szenen 1–3)
- Nr. 9. Kavatine (Lindoro): „Oh come il cor di giubilo“ – „Mein Herz, es springt vor Freude“ (Szene 3)
  - Rezitativ (Taddeo, Mustafa): „Ah! se da solo a sola“ – „Ich kann es kaum erwarten“ (Szene 4)
- Nr. 10. Chor: „Viva il grande Kaimakan“ – „Heil dem großen Kaimakan“ (Szene 4)
  - Rezitativ (Mustafa, Chor): „Kaimakan!“ – „Kaimakan!“ (Szene 4)
  - Arie (Taddeo): „Ho un gran peso sulla testa“ – „Dieser Turban drückt entsetzlich“ (Szene 4)
  - Rezitativ (Elvira, Zulma, Isabella, Lindoro): „Buon segno pe’l Bey“ – „Und alles für den Bey“ (Szene 5)
- Nr. 11. Kavatine der Isabella (Isabella, Lindoro, Taddeo, Mustafa): „Per lui che adoro“ – „Ihn zu beglücken“ (Szene 5)
  - Rezitativ (Lindoro, Taddeo, Mustafa): „Io non resisto più“ – „Länger kann ich nicht warten“ (Szene 6)
- Nr. 12. Quintett (Elvira, Isabella, Lindoro, Taddeo, Mustafa): „Ti presento di mia man“ – „Schau dir diesen Mann hier an!“ (Szene 6)
  - Rezitativ (Haly): „Con tutta la sua boria“ – „So oft er sonst auch siegte“ (Szene 7)
- Nr. 13. Arie (Haly): „Le femmine d’Italia“ – „Die Frauen von Italien“ (Szene 7)
  - Rezitativ (Lindoro, Taddeo, Mustafa): „E tu speri“ – „Und du meinst, es wäre möglich“ (Szenen 8–9)
- Nr. 14. Terzett (Lindoro, Taddeo, Mustafa): „Pappataci! che mai sento!“ – „Pappataci! Welche Ehre!“ (Szene 9)
  - Rezitativ (Zulma, Lindoro, Haly, Taddeo): „E può la tua padrona“ – „Und du meinst, deine Herrin“ (Szenen 10–11)
- Nr. 15. Chor: „Pronti abbiamo e ferri e mani“ – „Seid bereit und seid gerüstet“ (Szene 11)
  - Rezitativ (Isabella): „Amici, in ogni evento“ – „Ihr Freunde, in jeder Lage“ (Szene 11)
  - Rondò (Isabella, Chor): „Pensa alla patria“ – „Denk an die Heimat“ (Szene 11)
  - Rezitativ (Taddeo, Mustafa): „Che bel core ha costei!“ – „Sie ist wirklich entzückend!“ (Szene 12)
- Nr. 16. Finale II (Elvira, Zulma, Isabella, Lindoro, Haly, Taddeo, Mustafa, Chor): „Dei Pappataci s’avanza il coro“ – „Die Pappataci warten“ (Szenen 13–16)

Anhang I (zwei Kavatinen der Isabella in der Originalfassung)
- Nr. 4a. Kavatine (Isabella, Chor): „Cruda sorte!“ – „Ach, mein Schicksal“
- Nr. 11a. Kavatine (Isabella, Lindoro, Taddeo, Mustafa): „Per lui che adoro“ – „Ihn zu beglücken“

Anhang II (Vicenza 1813)
- Nr. 4b. Rezitativ (Isabella): „Cessò alfin la tempesta“ – „Vorbei ist das Gewitter“
  - [Kavatine] (Isabella): „Cimentando i venti e l’onde“ – „Stürme, Wellen, ich trotze ihnen“

Anhang III (Mailand 1814)
- Nr. 9a. Rezitativ (Isabella, Lindoro): „Miseral… che farò?…“ – „Furchtbar ist mein Geschick“
  - [Kavatine] (Lindoro): „Concedi, amor pietoso“ – „Gott der Güte“

Anhang IV (Neapel 1815)
- Nr. 15a. Rezitativ (Isabella, Lindoro, Pompeo, Chor): „Perché ridi Pompeo?“ – „Warum lachst du, Pompeo?“
  - [Arie] (Isabella): „Sullo stil de’ viaggiatori“ – „Wer viel reist“

### Musik
Die Oper ist Rossinis erste abendfüllende Opera buffa.:37 In ihr gelingt ihm, wenn nicht die Verbindung, so doch das spannungsvolle Wechselspiel von kapriziösem und nicht selten sarkastischem Scherz und lyrisch-zarter Empfindsamkeit. Das Changieren zwischen diesen beiden Polen verkörpert Isabella, eine der eigenwilligsten Frauengestalten in der Oper dieser Zeit und eine Paraderolle für jede Koloratur-Altistin. Auch später schuf Rossini noch Rollen für diesen seltenen Stimmtyp wie z. B. die Rosina in Il barbiere di Siviglia oder La Cenerentola.
Die Ouvertüre enthält lebhafte Holzbläser-Melodien und das obligatorische Crescendo,:36 bei dem hier die Streicher am Steg („sul ponticello“) einsetzen und mit den Oboen „das Zusammentreffen von rhythmischem Feuer und klanglichem Eis“ bewirken.:173
Erwähnenswerte Musiknummern sind:
- Die Cavatine des Lindoro „Languir per una bella“ (erster Akt, Szene 3) wird durch ein Waldhorn-Solo eingeleitet.[3]:36
- Das Duett Mustafà/Lindoro „Se inclinassi a prender moglie“ (erster Akt, Szene 3) hält Charles Osborne für einen der Höhepunkte der Oper, „a comical and tunefully effervescent piece“.[3]:36
- Die beeindruckende Auftritts-Cavatine der Isabella „Cruda sorte“ (erster Akt, Szene 4).[3]:36
- Das Allegro-Duett Isabella/Taddeo „Ai capricci della sorte“ (erster Akt, Szene 5): „both witty and tuneful“.[3]:36
- Die Arie des Mustafà „Già d’insolito ardore nel petto“ (erster Akt, Szene 8): „pompously in character“.[3]:36
- Das Finale des ersten Akts „Viva, viva il flagel delle donne“. Dessen Duett Isabella/Mustafà „Ohi! che muso, che figura!“ hält Charles Osborne für eines von Rossinis Meisterstücken. Das abschließende Septett ist durch seine Lautmalerei effektvoll.[3]:36f[6]
- Die Arie des Taddeo „Ho un gran peso sulla testa“ (zweiter Akt, Szene 4) stellt seine Reaktion auf die Ernennung zum Kaimakan besonders komisch dar.[3]:37
- Die Cavatine der Isabella „Per lui che adoro“ (zweiter Akt, Szene 5) drückt ihre tiefsten Gefühle aus, obwohl oder weil sie weiß, dass sie von ihren Anbetern beobachtet wird.[3]:37
- Das Terzett Mustafà/Lindoro/Taddeo „Pappataci! che mai sento!“ (zweiter Akt, Szene 9) ist laut Charles Osborne „delightful“.[3]:37
- Das Rondò der Isabella „Pensa alla patria“ (zweiter Akt, Szene 11) mit dem vorangehenden Rezitativ bringt ein Element des Risorgimento in die ansonsten komische Handlung.[3]:37
- Das Finale des zweiten Akts „Dei pappataci s’avanza il coro“ (zweiter Akt, Szene 13), das Charles Osborne allerdings etwas enttäuschend findet.[3]:37

## Werkgeschichte

### Herkunft des Stoffes

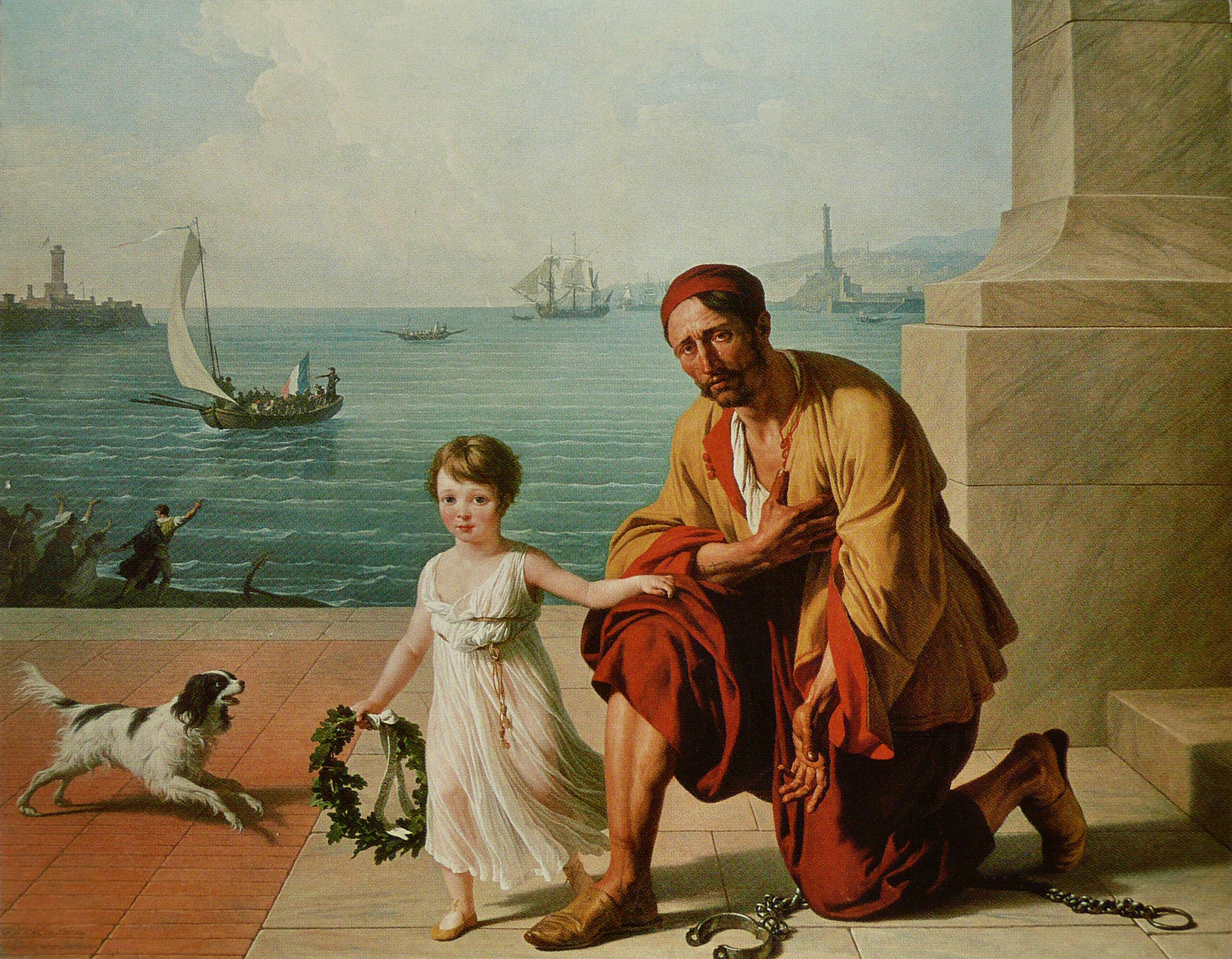
Allegorie auf die Befreiung der Sklaven von Algier durch Jérôme Bonaparte im Jahr 1805 (Ölgemälde von François-André Vincent, 1806)

Als Textbuch wurde Angelo Anellis bereits 1808 von Luigi Mosca vertonte L’italiana in Algeri ausersehen,:426 ein Stoff, der die erste Welle der Begeisterung für den Orient (und insbesondere für Nordafrika) im späten 18. und frühen 19. Jahrhundert reflektiert (vgl. hier Die Entführung aus dem Serail von Mozart), die wesentlich durch die Ägyptische Expedition Napoleons initiiert worden war. Wenig später, im Jahr 1805, lenkte der propagandistisch motivierte Freikauf italienischer Gefangener durch Jérôme Bonaparte im Auftrag seines Bruders Napoleon das Interesse der Europäer erneut auf die Barbareskenstaaten, deren Haupteinnahmequelle die Piraterie bildete.
Der Rossini-Biograph Giuseppe Radiciotti:378 und andere nehmen an, dass für die selbstbewusste Isabella die Legende von Roxelane, der vierten Frau Suleimans I., das Vorbild abgegeben hat. Möglicherweise geht die Handlung aber auch auf die wahre Geschichte der Mailänderin Antonietta Frapolli, verheiratete Antonietta Suini, zurück.:45 Deren genaue Lebensdaten sind bisher nicht ermittelt. Berühmtheit erlangte sie im Jahr 1808, als sie aus der Gefangenschaft des Bey von Algier über Venedig in ihre Heimatstadt zurückkehren konnte. Wahrscheinlich ist sie mit anderen Landsleuten 1805 in den Gewässern zwischen Sardinien und Sizilien von nordafrikanischen Korsaren gefangen genommen und an den Hof des Beys von Algier verschleppt worden. Unter nicht geklärten Umständen, aber wohl ohne Zahlung eines Lösegeldes, kam sie 1808 frei, angeblich durch die Hilfe der ersten Frau des Beys, die ihre führende Stellung im Harem gefährdet sah. Möglicherweise war auch schlicht und einfach der Thronwechsel von Mustafà-Ibn-Ibrahim auf Ahmed-Ibn-Ali (1808) der Grund ihrer Freilassung (siehe die Liste der osmanischen Beys von Algier).
Es ist nicht bekannt, wer den Text für Rossinis Vertonung überarbeitete. In Frage kommen Anelli selbst, Giuseppe Maria Foppa und Gaetano Rossi. Letzterer wird in der kritischen Ausgabe von Azio Corghi als am wahrscheinlichsten gehandelt.:30 Die Überarbeitung diente u. a. dazu, Rossinis Wunsch zur Stärkung von Isabellas Charakter nachzukommen. Auch die lautmalerischen Silben am Ende des ersten Finales fehlten in der Ursprungsfassung.

### Entstehung
Nach der Erstaufführung von Tancredi in Ferrara kehrte Rossini Mitte April 1813 nach Venedig zurück. Am 19. April wurde am dortigen Teatro San Benedetto seine in Mailand sehr erfolgreiche Oper La pietra del paragone aufgeführt, die hier aber überraschenderweise durchfiel und ersetzt werden musste. Da eine bereits angekündigte Oper von Carlo Coccia auf sich warten ließ, griff man zunächst zu Übergangslösungen wie Stefano Pavesis Ser Marcantonio sowie einer Kombination von dessen erstem Akt mit dem zweiten Akt von La pietra del paragone. Keine dieser Lösungen war befriedigend, und so bat der Impresario Cesare Gallo Rossini, ihm bis Ende Mai eine neue Oper zu liefern.:30 Der Rossini-Forscher Paolo Fabbri vermutet allerdings, dass Rossini die neue Oper von sich aus anbot, „um die schlechte Figur, die er gemacht hat, wieder wett zu machen“. Möglicherweise wollte dabei Rossini auch die Gelegenheit nutzen, das hervorragende Libretto Anellis zu vertonen und seine Fähigkeiten mit denen Luigi Moscas zu messen, der es wenige Jahre zuvor vertont hatte.
Einem Bericht des offiziellen Giornale in Venedig zufolge komponierte Rossini die Oper innerhalb von 27 Tagen. Die Allgemeine Musikalische Zeitung schrieb unter Berufung auf eine Aussage Rossinis, dass er lediglich 18 Tage benötigt hatte.:47 Er griff dabei nicht einmal auf Nummern aus früheren Opern zurück; lediglich die Secco-Rezitative, Halys kleine Arie „Le femmine d’Italia“ und eventuell Lindoros Cavatine „Oh come il cor di giubilo“ aus dem zweiten Akt stammen aus der Feder eines unbekannten Mitarbeiters.
Bei der Uraufführung am 22. Mai 1813 im Teatro San Benedetto in Venedig sangen Filippo Galli (Mustafà), Luttgard Annibaldi (Elvira), Annunziata Berni Chelli (Zulma), Giuseppe Spirito (Haly), Serafino Gentili (Lindoro), Maria/Marietta Marcolini (Isabella) und Paolo/Pablo Rosich (Taddeo). Das Bühnenbild stammte von Giovanni Piccuti, die Kostüme von Pietro Guariglia und Vincenzo Battaglia und die Maschinen von Antonio Zecchini und Girolamo Perosa.:426 Die Aufführung wurde mit „ohrenbetäubende[m], anhaltende[m] allgemeine[m] Applaus“ aufgenommen – so der Giornale. Allerdings war die Hauptdarstellerin Maria Marcolini indisponiert, so dass die zweite Aufführung auf den 29. Mai verschoben werden musste. Sie erhielt an diesem Abend eine Ovation. Am nächsten Tag wurde Rossini selbst gefeiert, als Verse mit Lobeshymnen in den Orchesterraum herabschwebten. L’italiana in Algeri galt nun als seine beste komische Oper. Sie wurde bis Ende Juni im Teatro San Benedetto gespielt.:46 Bereits am 24. Mai verteidigte der Giornale das Werk gegen Gerüchte über Plagiatisierungen. Als aber die Marcolini am 21. Juni in einem Experiment Moscas Fassung von „Pensa alla patria“ einfügte, war der Qualitätsunterschied zu Rossini so gewaltig, dass sie noch vor der Hälfte der Arie abgewürgt wurde.:31f

Sänger der Uraufführung von 1813
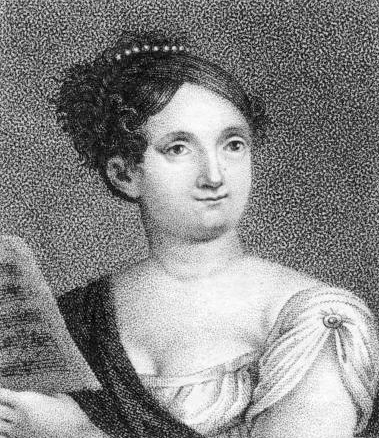
Maria Marcolini (Isabella)
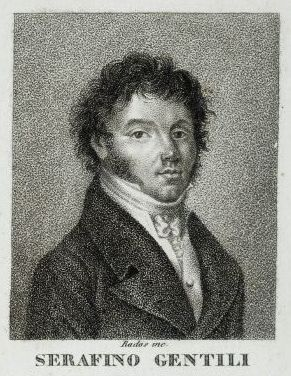
Serafino Gentili (Lindoro)
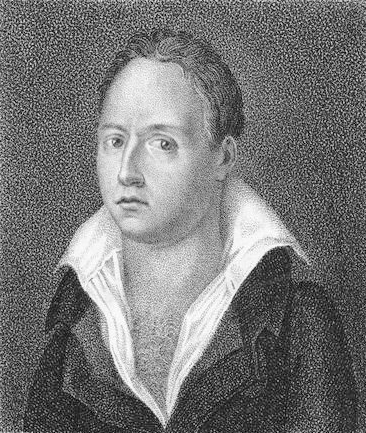
Filippo Galli (Mustafà)

Schon wenige Wochen später wurde die Produktion mit weitgehend denselben Darstellern auch in Vicenza gegeben.:32 Anschließend trat die Oper ihren Siegeszug durch die italienischen Theater an. Zu erwähnen ist besonders die Turiner Aufführung desselben Jahres mit Rosa Morandi als Isabella.:47 L’italiana in Algeri ist die erste Oper Rossinis, die in Frankreich (am 1. Februar 1817 am Pariser Théâtre-Italien) und in Deutschland (am 18. Juni 1816 in München) aufgeführt wurde. In Wien wurde sie 1817 auf Italienisch am Theater am Kärntnertor gespielt, am 26. Januar 1819 mit Teresa Giorgi-Belloc und Manuel García in London und am 5. November 1832 in New York.:426
Für die Aufführung in Vicenza ersetzte Rossini Isabellas Cavatine „Cruda sorte“ durch „Cimentando i venti e l’onde“, da man ihm zu verstehen gegeben hatte, dass die Urfassung der Marcolini nicht gut lag. Diese neue Version setzte sich allerdings nicht durch. 1814 nahm er für Mailand weitere Änderungen vor. Er instrumentierte „Cruda sorte“ um und ersetzte in „Per lui che adoro“ das Solocello durch eine Flöte. Außerdem tauschte er Lindoros Cavatine „Oh come il cor di giubilo“ durch die anspruchsvollere „Concedi, amor pietoso“ aus. 1815 wurde aus Gründen der Zensur für eine Aufführung in Neapel „Pensa alla patria“ durch „Sullo stil de’viaggiatori“ ersetzt.
Die Oper verschwand nur für kurze Zeit Anfang des 20. Jahrhunderts von den Spielplänen.:35 Aber selbst damals wurde zumindest die Ouvertüre in den Konzertsälen gespielt.:36 Schon ab dem 26. November 1925 gab es in Turin eine bedeutende Neuinszenierung unter der Leitung von Vittorio Gui mit Conchita Supervía in der Rolle der Isabella. Gui schrieb dem Rossini-Biographen Giuseppe Radiciotti, dass Richard Strauss 1927 nach dem Besuch einer Aufführung „vor Begeisterung ganz aufgeregt“ gewesen war. Auch die vier Aufführungen, die 1929 im Pariser Théâtre des Champs-Élysées stattfanden, gelten als historisch bedeutend.:427 Nach dem Zweiten Weltkrieg waren zunächst Giulietta Simionato und später Marilyn Horne:35 und Lucia Valentini Terrani populäre Darstellerinnen der Isabella. In neuerer Zeit sind hier u. a. Jennifer Larmore, Cecilia Bartoli und Vesselina Kasarova zu nennen. Die kritische Ausgabe der Oper von Azio Corghi erschien 1981.
Eine im Allgemeinen als mustergültig angesehene Inszenierung des Teatro alla Scala in Mailand 1973/74 in orientalisch-märchenhaften Bühnenbildern stammt von Jean-Pierre Ponnelle. Sie basierte bereits auf einer vorläufigen Fassung der kritischen Ausgabe. Ab dem 28. September 1987 wurde sie in überarbeiteter Form unter der musikalischen Leitung von Claudio Abbado mit Agnes Baltsa und Ruggero Raimondi in den Hauptrollen an der Wiener Staatsoper gezeigt.:379f

## Aufnahmen
L’italiana in Algeri ist vielfach auf Tonträger erschienen. Operadis nennt 40 Aufnahmen im Zeitraum von 1951 bis 2009. Daher werden im Folgenden nur die in Fachzeitschriften, Opernführern oder Ähnlichem besonders ausgezeichneten oder aus anderen Gründen nachvollziehbar erwähnenswerten Aufnahmen aufgeführt.
- 1930 (Auszüge; Opernwelt-CD-Tipp: „Historische Bedeutung“): Conchita Supervía (Isabella). EMI CD Supervia singt Rossini.[6]
- 1963 (gekürzt, Studioaufnahme, Opernwelt-CD-Tipp: „Referenz-Aufnahme“[6]): Silvio Varviso (Dirigent), Orchester und Chor des Maggio Musicale Fiorentino. Fernando Corena (Mustafà), Giulia Tavolaccini (Elvira), Miti Truccato Pace (Zulma), Paolo Montarsolo (Haly), Luigi Alva (Lindoro), Teresa Berganza (Isabella), Rolando Panerai (Taddeo). Decca MC: 452 689 4, Decca CD: 417 828-2, Decca LP: SET 262/4, Decca 475 827 5 (2 CD).[14]:15858
- Februar 1978 (Studioaufnahme; Opernwelt-CD-Tipp: „Künstlerisch wertvoll“[6]): Gary Bertini (Dirigent), Staatskapelle Dresden, Chor der Dresdener Staatsoper. Sesto Bruscantini (Mustafà), Norma Palacios-Rossi (Elvira), Gigliola Caputi (Zulma), Alfredo Mariotti (Haly), Ugo Benelli (Lindoro), Lucia Valentini Terrani (Isabella), Enzo Dara (Taddeo). Acanta CD: 42308, Arts Archives 43048-2 (2 CD).[14]:15866
- Juni 1980 (mit Alternativfassungen einiger Arien; Opernwelt-CD-Tipp: „Künstlerisch wertvoll“[6]; „probably the all-round winner“[15]): Claudio Scimone (Dirigent), I Solisti Veneti, Prager Kammerchor. Samuel Ramey (Mustafà), Kathleen Battle (Elvira), Clara Foti (Zulma), Nicola Zaccaria (Haly), Ernesto Palacio (Lindoro), Marilyn Horne (Isabella), Domenico Trimarchi (Taddeo). Erato CD: ECD 88200 (2 CD), Libretto CD: 2292 45404 2.[14]:15868
- 11. Januar 1986 (Video, live aus New York; Gramophone-DVD des Monats Juli 2007[16][17]): James Levine (Dirigent), Jean-Pierre Ponnelle (Inszenierung), Orchester und Chor der Metropolitan Opera. Paolo Montarsolo (Mustafà), Myra Merritt (Elvira), Diane Kesling (Zulma), Spiro Malas (Haly), Douglas Ahlstedt (Lindoro), Marilyn Horne (Isabella), Allan Monk (Taddeo). DGG 073 426-1 (2 DVD).[14]:15872
- 10. Mai 1987 (Video, live aus Schwetzingen, gekürzt; „combines excellent casting and highly effective staging“[18]): Ralf Weikert (Dirigent), Michael Hampe (Inszenierung), Symphonie-Orchester des SWR Stuttgart, Bulgarian Men’s Chorus Sofia. Günter von Kannen (Mustafà), Nuccia Focile (Elvira), Susan MacLean (Zulma), Rudolf A. Hartmann (Haly), Robert Gambill (Lindoro), Doris Soffel (Isabella), Enric Serra (Taddeo). RCA VI: 09026 61218 3, RCA LD: 9026 61218 6, Arthaus/Naxos DVD 100.120.[14]:15873
- Juli 1997 (Studioaufnahme, vollständig mit Anhang; „bliss, hard to fault on any count“[19]): Jesús López Cobos (Dirigent), Orchestre de Chambre de Lausanne, Chöre des Grand Théâtre de Genève. John del Carlo (Mustafà), Darina Takova (Elvira), Laura Polverelli (Zulma), Carlos Chausson (Haly), Raul Giménez (Lindoro), Jennifer Larmore (Isabella), Alessandro Corbelli (Taddeo). Teldec 0630 17130-2 (2 CD).[14]:15878
- 5. Juli 2008 (Live-Mitschnitt vom Festival Rossini in Wildbad; „Stylishly sung and dashingly conducted, […] could be the version of choice for a while to come“[20]): Alberto Zedda (Dirigent), Virtuosi Brunensis, Philharmonischer Chor Transilvania Cluj. Lorenzo Regazzo (Mustafà), Ruth Gonzalez (Elvira), Elsa Giannoulidou (Zulma), Giulio Mastrototaro (Haly), Lawrence Brownlee (Lindoro), Marianna Pizzolato (Isabella), Bruno De Simone (Taddeo). Celestial Audio CA 797 (2 CD) (Australia) (2008), Premiere Opera Ltd. CDNO 3175-3 (3 CD).[21]